# Vaucottes
Vaucottes is een gehucht en badplaats in de Franse gemeente Vattetot-sur-Mer in het departement Seine-Maritime in Normandië. Het gehucht ligt aan de Kanaalkust in een groen dal aan de kliffen. Vaucottes ligt in het noordoosten van de gemeente, ruim een kilometer ten noordoosten van het dorpscentrum van Vattetot.

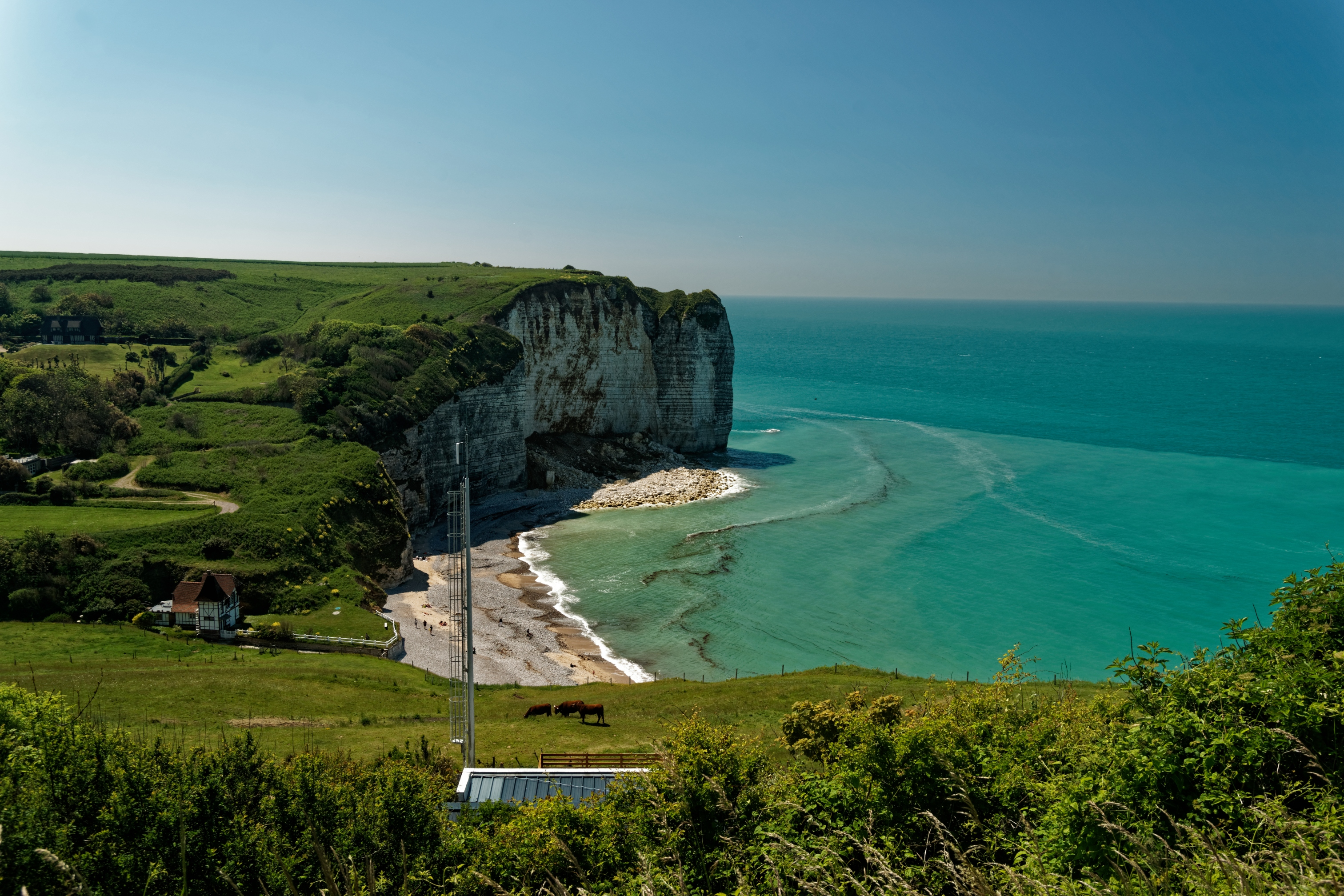
Strand van Vaucottes

## Geschiedenis
Oude vermeldingen van de plaatsnaam gaan terug tot de 15de eeuw als Val de Vaucote.
Op de 18de-eeuwse Cassinikaart is het plaatsje aangeduid als Vaucotte.
Op het eind van het ancien régime op het eind van de 18de eeuw, toen de gemeenten werden gecreëerd, werd de plaats ondergebracht in de gemeente Saint-Léonard.
Vaucottes lag vijf kilometer ver ten westen van het dorpscentrum van Saint-Léonard en werd in 1846 overgedragen aan buurgemeente Vattetot-sur-Mer, dat veel dichterbij lag.
Bout de Vattetot · Brandeville · Vattetot-sur-Mer· Vaucottes